# Bóng rổ tại Đại hội Thể thao Đông Nam Á 2015
Bóng rổ tại Sea Games 2015 sẽ được tổ chức từ 09-ngày 15 tháng 6 năm 2015 tại Kallang, Singapore. Tại Sea Games 2015 này sẽ có cả giải đấu cho những người đàn ông và nhóm nghiên cứu của phụ nữ. Tất cả các trận đấu sẽ được tổ chức tại OCBC Arena Hall .

## Các quốc gia tham dự
Tổng cộng có 178 vận động viên đến từ 9 quốc gia sẽ phải cạnh tranh trong bóng rổ tại Sea games 28
kì này:
- Campuchia(12)
- Singapore(24)
- Thái Lan(24)
- Indonesia(24)
- Malaysia(24)
- Myanmar(10)
- Philippines(24)
- Timor-Leste(12)
- Việt Nam(24)

## Lịch thi đấu
Dưới đây là lịch thi đấu của bộ môn bóng rổ:
| P | Chuẩn bị | R | Đấu loại | ½ | Tứ kết | B | Vị trí 3 | F | Chung kết |

| Nội dung↓/Ngày→ | T3 9 | T4 10 | T5 11 | T6 12 | T7 13 | CN 14 | T2 15 | T2 15 |
| --------------- | ---- | ----- | ----- | ----- | ----- | ----- | ----- | ----- |
| Nam             | P    | P     | P     | P     | P     | ½     | B     | F     |
| Nữ              | R    | R     | R     | R     | R     | R     | R     | R     |

## Danh sách huy chương
| Nội dung | Vàng | Bạc | Đồng |
| -------- | --- | --- | --- |
| Nam      | Philippines Kiefer Ravena · Jeth Troy Rosario · Earl Scottie Thompson · Baser Amer · Glenn Khobuntin · Almond Vosotros · Norberto Brian Torres · Marcus Eugene Douthit · Rey Mark Belo · Jiovani Jalalon · Kevin Ferrer · Rashleigh-Paolo Rivero · | Indonesia Arki Dikania Wisnu · Mario Wuysang · Galank Gunawan · Rony Gunawan · Andrie Ekayana Santosa · Sandy Febrianysah Kurniawan · Oki Wira Sanjaya · Andakara Prastawa Dhyaksa · Ponsianus Nyoman Indrawan · Ebrahim Enguio Lopez · Adhipratama Prasetyo Putra · Christian Ronald Sitepu · | Singapore Desmond Oh · Wong Wei Long · Wu Qingde · Toh Qing Huang · Kwek Leon · Liew Larry · Lim Shengyu · Khaw Yeong Wooi · Low Russel · Ng Hanbin · Goh Delvin · Tan Chin Hong ·                                                                                |
| Nữ       | Malaysia Pang Hui Pin · Chong Yin Yin · Saw Wei Yin · Rajintiran Kalaimathi · Yaakob Nur Izzati · Lee Jo Rynn · Ng Shi Yeng · Low Magdelene Phey Chyi · Yap Fook Yee · Ting Eugene Chiau Teng · Wong Mei Chyn · Choo Sook Ping ·                   | Indonesia Retong Agustin Elya Gradita · Ibrahim Yosiana Rosemary · Fasya Hanum · Christaline Natasha Debby · Rohtriastari Rohtriastari · Herawan Marlina · Ibo Jacklien · Anggraini Yuni · Ningrum Wulan Ayu · Soemaryono Yuliana · Sophia Gabriel · Putri Mega Nanda Perdana ·                | Thái Lan Rudrodkij Supranee · Jantakan Juthamas · Chirdpetcharat Chonticha · Mathuros Juthathip · Janthabut Pattrawadee · Sangtad Suwimon · Kruatiwa Naphat · Maihom Thidaporn · Yothanan Penphan · Kunchuan Supavadee · Kaichaiyapoom Atchara · Phromrat Suree · |

## Bảng xếp hạng huy chương
Key
| 1         | Malaysia    | 1 | 0 | 0 | 1 |
| 2         | Philippines | 1 | 0 | 0 | 1 |
| 3         | Indonesia   | 0 | 2 | 0 | 1 |
| 4         | Thái Lan    | 0 | 0 | 1 | 1 |
| 5         | Singapore   | 0 | 0 | 1 | 1 |
| Tổng cộng | Tổng cộng   | 2 | 2 | 2 | 6 |

## Chi tiết

### Nam

#### Các đội tuyển
| Bảng A                                                              | Bảng B                                                          |
| ------------------------------------------------------------------- | --------------------------------------------------------------- |
| Philippines (đương kim vô địch) · Malaysia · Indonesia · Đông Timor | Thái Lan · Singapore (chủ nhà) · Campuchia · Myanmar · Việt Nam |

#### Bảng xếp hạng chung cuộc
| Hạng | Đội         |
| ---- | ----------- |
| 1    | Philippines |
| 2    | Indonesia   |
| 3    | Singapore   |
| 4    | Thái Lan    |
| 5    | Malaysia    |
| 6    | Campuchia   |
| 7    | Việt Nam    |
| 8    | Myanmar     |
| 9    | Đông Timor  |

### Nữ

#### Các đội tuyển
| Các đội tham dự                                                                                    |
| -------------------------------------------------------------------------------------------------- |
| Philippines · Thái Lan (đương kim vô địch) · Malaysia · Indonesia · Việt Nam · Singapore (chủ nhà) |

#### Bảng xếp hạng chung cuộc
| Hạng | Đội         |
| ---- | ----------- |
| 1    | Malaysia    |
| 2    | Indonesia   |
| 3    | Thái Lan    |
| 4    | Philippines |
| 5    | Singapore   |
| 6    | Việt Nam    |